# Frank Biela
Frank Biela (Neuss, 2 augustus 1964) is een Duits autocoureur die voornamelijk meedeed aan races voor toerwagens en langeafstandsraces. Sinds 1990 rijdt hij alleen in auto's gemaakt door Audi. Hij won vijfmaal de 24 uur van Le Mans en werd DTM-kampioen in 1991, telkens met Audi.

## Palmares
Hij won onder andere de volgende races:
- 1991 - Deutsche Tourenwagen Meistershaft
- 1993 - Championnat de France de Supertourisme
- 1996 - British Touring Car Championship
- 2000, 2001, 2002, 2006, 2007 - 24 uur van Le Mans